# Presidente da Iugoslávia
O Presidente da República Socialista Federativa da Iugoslávia foi o chefe de estado daquele país de 14 de janeiro de 1953 a 4 de maio de 1980. Josip Broz Tito foi a única pessoa a ocupar o cargo. Tito também foi simultaneamente Presidente da Liga dos Comunistas da Iugoslávia. Tito acabou sendo declarado presidente vitalício e com sua morte em 1980 o cargo foi descontinuado e o novo cargo de Presidente da Presidência da Iugoslávia tomou seu lugar.
A Constituição Iugoslava de 1946 definiu o governo da Iugoslávia liderado por um presidente (comumente conhecido como primeiro-ministro) como a mais alta autoridade administrativa do país.  Tito serviu como primeiro-ministro durante todo o período até a adoção da Constituição Iugoslava de 1953. Esta lei proclamou o país como uma república socialista e removeu todas as referências anteriores a um governo, ministérios, etc.  Em vez disso, definiu o cargo de presidente e o Conselho Executivo Federal (FEC) no lugar do governo. O presidente serviria como chefe de estado e também presidiria a FEC, um órgão de 30 a 40 membros, alguns dos quais seriam selecionados para serem secretários federais.  Tito passou do cargo de primeiro-ministro a presidente em 14 de janeiro de 1953 e foi posteriormente reeleito em 29 de janeiro de 1954 e 19 de abril de 1958.
A Constituição Iugoslava de 1963 deu especificamente a Tito um número ilimitado de mandatos.  Também definiu um novo cargo de Presidente do Conselho Executivo Federal que chefiaria aquela instituição e não o presidente. Tito ainda poderia convocar o Conselho Executivo Federal, permaneceu chefe de Estado e comandante-em-chefe do Exército Popular Iugoslavo e, ao mesmo tempo, ainda serviu como chefe do partido comunista. Ele foi reeleito pela Assembleia Federal sob este sistema novamente em 1963 e 1968.
As emendas constitucionais de 1971 criaram uma nova presidência coletiva composta por representantes republicanos, ainda presidida pelo presidente da República.  A Constituição Iugoslava de 1974 deu a Tito, então com 82 anos, um mandato ilimitado, tornando-o presidente vitalício.  Também criou um novo cargo rotativo de Presidente da Presidência que entraria em vigor em caso de morte de Tito. O vice-presidente em exercício da Presidência o sucederia neste caso. Isto finalmente ocorreu em 4 de maio de 1980, quando Lazar Koliševski se tornou o primeiro presidente da presidência após a morte de Tito.

## Presidentes da República Socialista Federativa da Iugoslávia
Liga dos Comunistas da Iugoslávia (SKJ)
| N° | Presidente                                         | Retrato | Mandato (duração do mandato)                                             | Partido                           | Vice-presidente(s)                                       |
| -- | -------------------------------------------------- | ------- | ------------------------------------------------------------------------ | --------------------------------- | -------------------------------------------------------- |
| 1  | Marechal da Iugoslávia Josip Broz Tito (1892–1980) |         | 14 de janeiro de 1953 – 4 de maio de 1980 † (27 anos, 3 meses e 20 dias) | Liga dos Comunistas da Iugoslávia | Aleksandar Ranković (1963–1966) Koča Popović (1966–1967) |